# Idi Amin
Idi Amin Dada (Koboko o Kampala, Uganda, vers el 1925 - Jiddah, Aràbia Saudita, 16 d'agost de 2003) fou un dictador militar que ostentà la presidència d'Uganda entre els anys 1971 i 1979.

## Biografia
Amin no va escriure una autobiografia, i no va autoritzar un relat oficial escrit de la seva vida. Hi ha discrepàncies sobre quan i on va néixer. La majoria de fonts biogràfiques afirmen que va néixer a Koboko o Kampala al voltant de 1925. Altres fonts no confirmades indiquen l'any de naixement d'Amin des del 1923 fins al 1928. El fill d'Amin, Hussein, ha declarat que el seu pare va néixer a Kampala el 1928.
Segons Fred Guweddeko, investigador de la Universitat de Makerere, Amin era fill d'Andreas Nyabire (1889–1976). Nyabire, membre del grup ètnic Kakwa, es va convertir del catolicisme romà a l'islam el 1910 i va canviar el seu nom per Amin Dada. Va posar el seu nom al seu fill primogènit. Abandonat pel seu pare de ben jove, Idi Amin va créixer amb la família de la seva mare en una ciutat agrícola rural al nord-oest d'Uganda. Guweddeko afirma que la mare d'Amin era Assa Aatte (1904–1970), d'ètnia Lugbara i una herbolaria tradicional que tractava membres de la reialesa Buganda, entre d'altres. Algunes fonts també han descrit Amin com a d'origen mixt kakwa- nubi. Els Nubis d'Uganda eren "una categoria extremadament fluida". Sovint són retratats com descendents dels soldats majoritàriament musulmans d'Emin Pasha que van fugir a Uganda després de ser derrotats per les forces sudaneses mahdistas de l'Estat mahdista a la dècada de 1880. Considerats com a persones marcials, van ser en conseqüència reclutats a les unitats colonials britàniques; com a resultat, la gent del Nil Occidental que volia unir-se a l'exèrcit sovint afirmava que eren nubis. Això va conduir a la situació paradoxal que els nubis estaven "destribalitzats" però també tenien una identitat diferent íntimament lligada a la regió del Nil Occidental, a l'islam i al servei militar. El mateix Amin va afirmar que els membres de diferents tribus podrien convertir-se en nubis.
Amin s'allistà als regiments colonials britànics coneguts com els King's African Rifles l'any 1946 i progressà fins a esdevenir-ne general major en l'època post-colonial. Aconseguí el poder a Uganda deposant el president Milton Obote en un cop d'estat l'any 1971.
Amin va néixer a Koboko, al que ara és el nord-oest d'Uganda, d'un pare Kakwa i una mare Lugbara. El 1946, es va unir com a cuiner als King's African Rifles (KAR) de l'Exèrcit Colonial Britànic. Va ascendir al grau de tinent, participant en accions britàniques contra els rebels somalis i després en l'aixecament de Mau Mau a Kenya. Uganda es va independitzar del Regne Unit el 1962, i Amin va romandre a l’exèrcit, arribant a la posició de major i va ser nomenat comandant de l'exèrcit d'Uganda el 1965. Es va adonar que el president ugandès Milton Obote tenia previst arrestar-lo per malversació de fons de l'exèrcit, així que va llançar el cop d'estat ugandès de 1971 i es va declarar president.

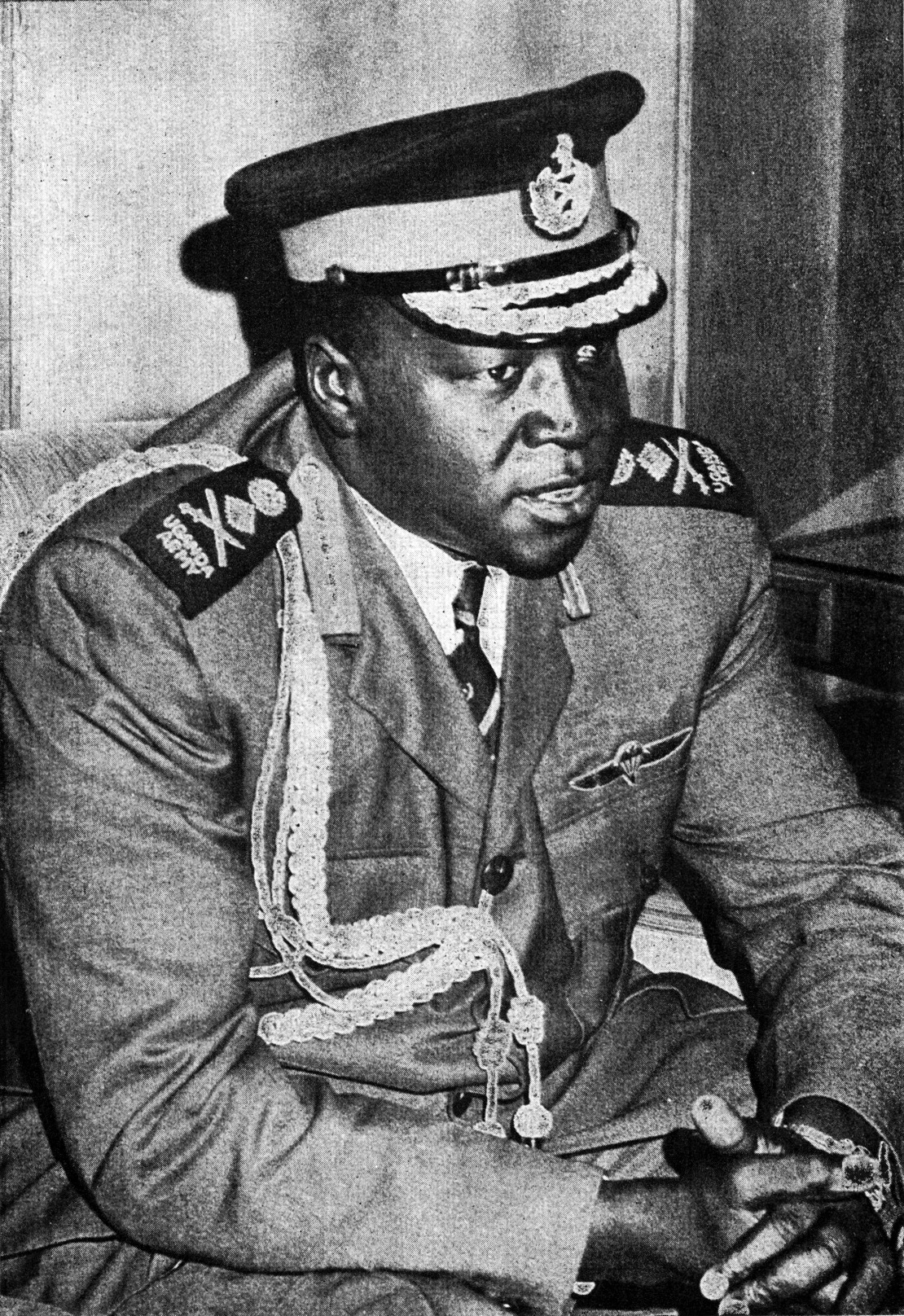
Agost de 1973

El govern d'Amin es caracteritzà per greus violacions dels drets humans, persecucions ètniques, assassinats extrajudicials, nepotisme, corrupció i una deficient gestió de l'economia. Diversos observadors internacionals estimen el nombre d'assassinats durant el seu règim d'entre 100.000 i 500.000 persones. Durant els seus anys al poder, Amin va passar de ser un governant pro-occidental amb un suport considerable d'Israel a tenir el suport de Moammar al-Gaddafi de Líbia, Mobutu Sese Seko del Zaire, la Unió Soviètica i Alemanya de l'Est. El 1972, Amin va expulsar els asiàtics, la majoria dels quals eren indi-ugandesos, el que va portar l'Índia a trencar les relacions diplomàtiques amb el seu règim.
El 1975, Amin es va convertir en el president de l'Organització de la Unitat Africana (OUA), un grup panafricanista dissenyat per promoure la solidaritat entre els estats africans. Uganda va ser membre de la Comissió de Drets Humans de les Nacions Unides de 1977 a 1979. El Regne Unit va trencar les relacions diplomàtiques amb Uganda el 1977, i Amin va declarar que havia derrotat els britànics i va afegir "CBE" al seu títol de "Conqueridor de l'Imperi Britànic".
A mesura que el govern d'Amin va avançar cap a finals dels anys setanta, va augmentar el malestar contra la seva persecució de determinats grups ètnics i dissidents polítics, juntament amb la molt pobra posició internacional d'Uganda a causa del suport d'Amin als segrestadors terroristes de l'operació Entebbe. Després va intentar annexionar la regió de Kagera de Tanzània el 1978. El president de Tanzània Julius Nyerere va ordenar a les seves tropes envair Uganda en resposta. L'exèrcit de Tanzània i les forces rebels van capturar amb èxit Kampala el 1979 i van expulsar Amin del poder. Va dimitir i es va exiliar a Líbia i posteriorment a l'Aràbia Saudita fins a la seva mort, l'any 2003.
Amin es va incorporar a una escola islàmica a Bombo el 1941. Al cap d'uns anys, va deixar l'escola amb només un ensenyament d'anglès de quart grau i va fer feines ocasionals abans de ser reclutat a l'exèrcit per un oficial de l'exèrcit colonial britànic.

## King's African Rifles
Amin es va incorporar al British King's African Rifles (KAR) el 1946 com a ajudant de cuiner, alhora que va rebre entrenament militar fins al 1947. Més tard va afirmar falsament haver servit a la campanya de Birmània de la Segona Guerra Mundial. Va ser traslladat a Kenya per al servei d'infanteria com a soldat el 1947, i va servir al 21è batalló d'infanteria KAR a Gilgil, a la colònia de Kenya fins al 1949. Aquell any, la seva unitat es va desplegar al nord de Kenya per lluitar contra els rebels somalis. El 1952, la seva brigada es va desplegar contra els rebels Mau Mau a Kenya. Va ser ascendit a caporal el mateix any, després a sergent el 1953.
El 1959, Amin va ser nomenat efendi classe 2 (suboficial), el rang més alt possible per a un africà negre a l'exèrcit colonial britànic d'aquella època. Amin va tornar a Uganda el mateix any i va rebre una comissió de curt servei com a tinent el 15 de juliol de 1961, convertint-se en un dels dos primers ugandesos a esdevenir oficials comissionats. Va ser assignat per sufocar el soroll del bestiar entre els Karamojong d'Uganda i els nòmades Turkana de Kenya. Segons l'investigador Holger Bernt Hansen, la visió, el comportament i les estratègies de comunicació d'Amin es van veure fortament influenciades per les seves experiències a l'exèrcit colonial. Això incloïa el seu estil de lideratge directe i pràctic que finalment contribuiria a la seva popularitat entre determinades parts de la societat ugandesa.

## Ascens a l'exèrcit d'Uganda
El 1962, després de la independència d'Uganda del Regne Unit, Amin va ser ascendit a capità i després, el 1963, a major. Va ser nomenat comandant adjunt de l'exèrcit el 1964 i, l'any següent, comandant de l'exèrcit. El 1970 va ser ascendit a comandant de totes les forces armades.
Amin va ser un atleta durant el seu temps a l'exèrcit britànic i d'Uganda. Amb 1,93 m, alt i poderós, va ser el campió de boxa de pes lleuger ugandès de 1951 a 1960, a més de nedador. Amin també era un davanter de rugbi formidable, tot i que un oficial va dir d'ell: "Idi Amin és un tipus esplèndid i un bon jugador (de rugbi), però pràcticament des del coll cap amunt, i necessita que les coses s'expliquin amb paraules d'una lletra". A la dècada de 1950, va jugar al Nile RFC.
Hi ha un mite urbà que es repeteix amb freqüència segons el qual va ser seleccionat com a substitut per l’equip de rugbi d'Àfrica de l'Est per al seu partit de gira de 1955 contra els British Lions. Amin, però, no apareix a la fotografia de l'equip ni a la llista oficial de l'equip. Després de converses amb un col·lega de l'exèrcit, Amin es va convertir en un gran fan del Hayes FC; un afecte que va romandre durant la resta de la seva vida.

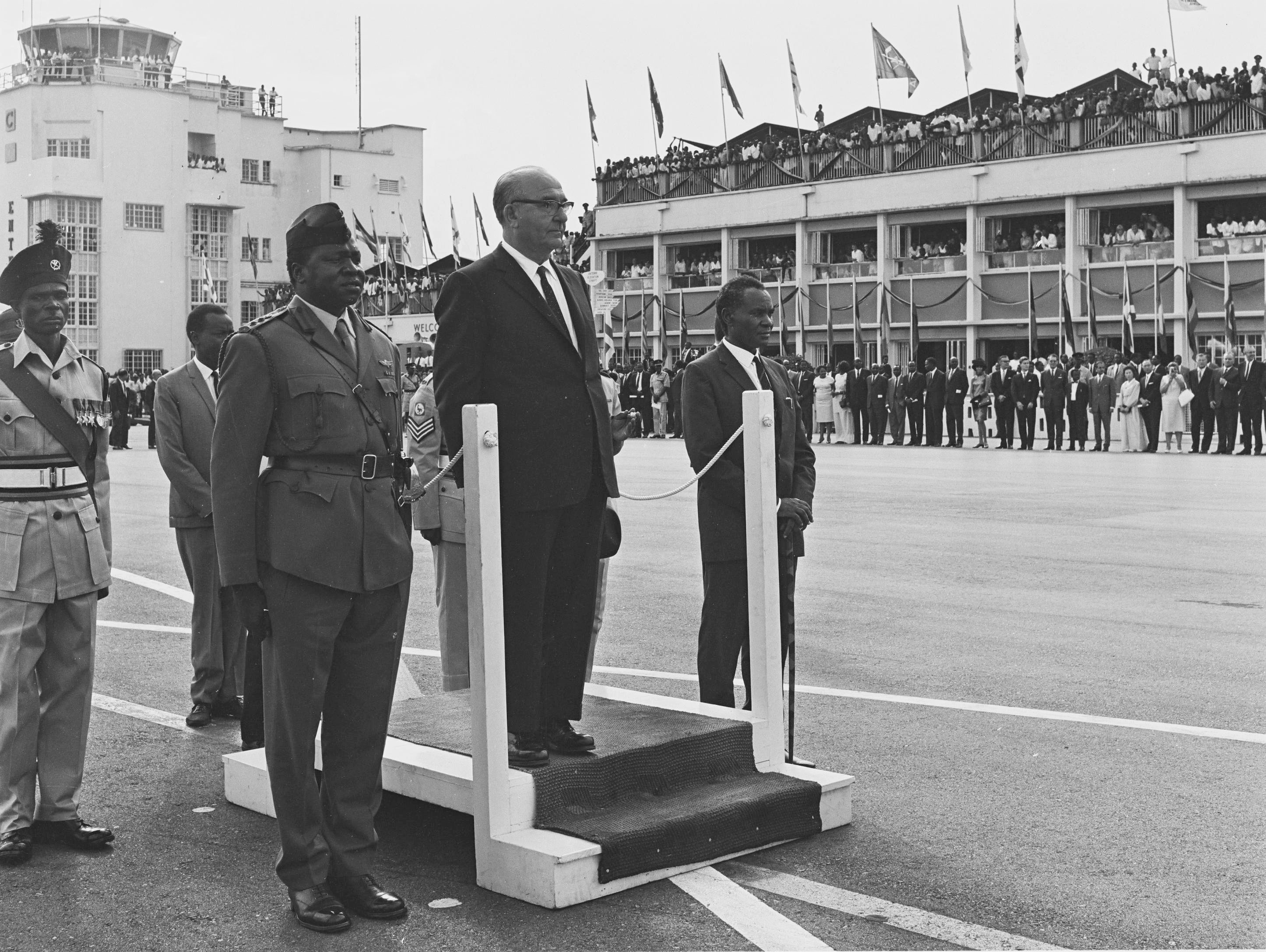
Amin (centre-esquerra) com a cap de gabinet durant una visita del primer ministre israelià Leví Eixkol (centre) el 1966

El 1965, el primer ministre Milton Obote i Amin van ser implicats en un acord per introduir de contraban ivori i or a Uganda des de la República Democràtica del Congo. L'acord, tal com va al·legar més tard el general Nicholas Olenga, un associat de l'antic líder congolès Patrice Lumumba, formava part d'un acord per ajudar les tropes oposades al govern congolès a comercialitzar marfil i or per subministraments d'armes que Amin els va passar de contraban en secret. El 1966, el Parlament d'Uganda va exigir una investigació. Obote va imposar una nova constitució abolint la presidència cerimonial que tenia Kabaka (rei) Mutesa II de Buganda, i es va declarar president executiu. Va ascendir a Amin a coronel i comandant de l'exèrcit. Amin va dirigir un atac al palau dels Kabaka i va obligar a Mutesa a exiliar-se al Regne Unit, on va romandre fins a la seva mort el 1969.
Amin va començar a reclutar membres de Kakwa, Lugbara, sudanesos del Sud i altres grups ètnics de l'àrea del Nil Occidental que limitava amb el Sudan del Sud. Els sud-sudanesos residien a Uganda des de principis del segle xx, venint del Sudan del Sud per servir l'exèrcit colonial. Molts grups ètnics africans al nord d'Uganda vivien tant a Uganda com al Sudan del Sud; així han persistit les acusacions que l'exèrcit d'Amin estava format principalment per soldats sud-sudanesos.

## Presa del poder

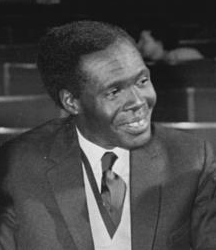
Milton Obote, segon president d'Uganda, a qui Amin va enderrocar en un cop d'estat el 1971

Finalment, es va obrir una fractura entre Amin i Obote, agreujada pel suport que Amin havia construït dins de l'exèrcit d'Uganda mitjançant el reclutament de la regió del Nil Occidental, la seva participació en operacions de suport a la rebel·lió al sud del Sudan i un atemptat contra la vida d'Obote el 1969. L'octubre de 1970, Obote va prendre el control de les forces armades, reduint Amin del seu càrrec de comandant de totes les forces armades des de feia mesos al de comandant de l'exèrcit d'Uganda.
Després d'haver sabut que Obote planejava arrestar-lo per malversació de fons de l'exèrcit, Amin va prendre el poder en un cop d'estat militar el 25 de gener de 1971, mentre Obote assistia a una cimera de la Commonwealth a Singapur. Les tropes lleials a Amin van tancar l'aeroport internacional d'Entebbe i van prendre Kampala. Els soldats van envoltar la residència d'Obote i van bloquejar les principals carreteres. Una emissió a Ràdio Uganda va acusar el govern d'Obote de corrupció i tracte preferencial a la regió de Lango. Després de l'emissió de ràdio, es va informar de multituds animades als carrers de Kampala. Amin, que es presentava com a militar, no com a polític, va declarar que el govern militar es mantindria només com a règim provisional fins a noves eleccions, que es celebrarien quan la situació es normalitzés. Va prometre alliberar tots els presos polítics.
Amin va celebrar un funeral d'estat l'abril de 1971 per Edward Mutesa, antic rei (kabaka) de Buganda i president que havia mort a l'exili; va alliberar molts presos polítics; i va reiterar la seva promesa de celebrar eleccions lliures i justes per tornar el país al govern democràtic en el termini més breu possible.

## Presidència

### Establiment del domini militar
El 2 de febrer de 1971, una setmana després del cop d'estat, Amin es va declarar President d'Uganda, Comandant en cap de les Forces Armades, Cap d'Estat Major de l’Exèrcit d'Uganda i Cap de l'Estat Major de l'Aire. Va suspendre certes disposicions de la constitució d'Uganda, i aviat va instituir un Consell Assessor de Defensa compost per oficials militars amb ell mateix com a president. Amin va col·locar els tribunals militars per sobre del sistema de dret civil, va nomenar soldats als càrrecs superiors del govern i les corporacions de propietat governamental i va informar als ministres civils recentment incorporats que estarien subjectes a la cortesia militar. Amin governava per decret; al llarg del seu govern va emetre aproximadament 30 decrets.
Amin va canviar el nom de la logia presidencial de Kampala de la Casa del Govern a "The Command Post". Va dissoldre la Unitat de Serveis Generals (GSU), una agència d'intel·ligència creada pel govern anterior, i la va substituir per l’Oficina Estatal d'Investigació (SRB). La seu de l'SRB al suburbi de Kampala de Nakasero es va convertir en escenari de tortura i pena capital durant els anys següents. Altres agències que solien perseguir els dissidents incloïen la policia militar i la Unitat de Seguretat Pública (PSU).
Obote es va refugiar a Tanzània, després d'haver-hi ofert santuari el president de Tanzània Julius Nyerere. A Obote es van unir aviat 20.000 refugiats ugandesos que fugien d'Amin. Els exiliats van intentar, però no ho van aconseguir, recuperar Uganda el 1972, mitjançant un intent de cop d'estat mal organitzat.

### Persecució de grups ètnics i polítics
Amin va prendre represàlies contra l’intent d'invasió dels exiliats ugandesos el 1972, purgant l’exèrcit d'Uganda dels partidaris d'Obote, principalment els dels grups ètnics Acholi i Lango. El juliol de 1971, els soldats Lango i Acholi van ser massacrats a les casernes de Jinja i Mbarara. A principis de 1972, uns 5.000 soldats Acholi i Lango, i almenys el doble de civils, havien desaparegut. Les víctimes aviat van arribar a incloure membres d'altres grups ètnics, líders religiosos, periodistes, artistes, alts buròcrates, jutges, advocats, estudiants i intel·lectuals, sospitosos de delinqüents i nacionals estrangers. En aquest ambient de violència, moltes altres persones van ser assassinades per motius criminals o simplement a voluntat. Sovint s'abocaven els cossos al riu Nil.
Els assassinats, motivats per factors ètnics, polítics i financers, van continuar durant els vuit anys de control d'Amin. Es desconeix el nombre exacte de persones assassinades. La Comissió Internacional de Juristes va estimar el nombre de morts en no menys de 80.000 i més probablement al voltant de 300.000. Una estimació feta per organitzacions d'exili amb l'ajuda d'Amnistia Internacional xifra el nombre de morts en 500.000.
Entre les persones assassinades més destacades hi havia Benedicto Kiwanuka, antic primer ministre i cap de justícia; Janani Luwum, l'arquebisbe anglicà; Joseph Mubiru, l'antic governador del banc central d'Uganda; Frank Kalimuzo, el vicerector de la Universitat de Makerere; Byron Kawadwa, un destacat dramaturg; i dos dels ministres del propi gabinet d'Amin, Erinayo Wilson Oryema i Charles Oboth Ofumbi.
Amin va reclutar els seus seguidors del seu propi grup ètnic, els Kakwas, juntament amb els sudanesos del Sud. El 1977, aquests tres grups formaven el 60 % dels 22 màxims generals i el 75 % del gabinet. De la mateixa manera, els musulmans formaven el 80% i el 87,5% d'aquests grups tot i que només eren el 5% de la població. Això ajuda a explicar perquè Amin va sobreviure a vuit intents de cop d'estat. L'exèrcit d'Uganda va créixer de 10.000 a 25.000 el 1978. L'exèrcit d'Amin era en gran part una força mercenària. La meitat dels soldats eren sud-sudanesos i un 26% congolesos, amb només un 24% ugandesos, majoritàriament musulmans i kakwa.
| « | Estem decidits a fer que l'ugandès corrent sigui amo del seu propi destí i, sobretot, que gaudeixi de la riquesa del seu país. La nostra política deliberada és transferir el control econòmic d'Uganda en mans dels ugandesos, per primera vegada en la història del nostre país. | » |

L'agost de 1972, Amin va declarar el que va anomenar una "guerra econòmica", un conjunt de polítiques que incloïa l'expropiació de propietats propietat d'asiàtics i europeus. Els 80.000 asiàtics d'Uganda eren majoritàriament del subcontinent indi i van néixer al país, els seus avantpassats havien vingut a Uganda a la recerca de prosperitat quan l'Índia encara era una colònia britànica. Moltes empreses posseïen, incloses empreses a gran escala, que van constituir la columna vertebral de l'economia ugandesa.
El 4 d'agost de 1972, Amin va emetre un decret que ordenava l'expulsió dels 50.000 asiàtics que tenien un passaport britànic. Més tard, es va modificar per incloure els 60.000 asiàtics que no eren ciutadans ugandesos. Al voltant de 30.000 asiàtics ugandesos van emigrar al Regne Unit. Altres van anar a països de la Commonwealth com Austràlia, Sud-àfrica, Canadà i Fiji, o a l'Índia, Kenya, Pakistan, Suècia, Tanzània i els Estats Units. Amin va expropiar negocis i propietats pertanyents als asiàtics i als europeus i els va lliurar als seus partidaris. Sense els propietaris i propietaris experimentats, les empreses estaven mal gestionades i moltes indústries es van col·lapsar per manca d'experiència operativa i manteniment. Això va resultar desastrós per a l'economia ugandesa que ja estava en declivi. Aleshores, els asiàtics representaven el 90% dels ingressos fiscals del país; amb la seva eliminació, l'administració d'Amin va perdre una gran part dels ingressos del govern. L'economia gairebé es va enfonsar.
El 1975, Emmanuel Blayo Wakhweya, ministre de finances d'Idi Amin i membre del gabinet més antic de l'època, va desertar a Londres. Aquesta deserció destacada va ajudar a Henry Kyemba, ministre de salut d'Amin i antic funcionari del primer règim d'Obote, a desertar el 1977 i reassentar-se al Regne Unit. Kyemba va escriure i va publicar A State of Blood, la primera exposició privilegiada del govern d'Amin.
El 25 de juny de 1976, el Consell de Defensa va declarar a Amin president per vida.

### Relacions Internacionals

Idi Amin durant la presa de possessió de William Tolbert, 19è president de Libèria, el 1976

Inicialment, Amin va rebre el suport de potències occidentals com Israel, Alemanya Occidental i, en particular, Gran Bretanya. A finals de la dècada de 1960, el moviment d'Obote cap a l'esquerra, que incloïa la seva Carta de l'home comú i la nacionalització de 80 empreses britàniques, havia fet que Occident es preocupés perquè suposaria una amenaça per als interessos capitalistes occidentals a Àfrica i convertir Uganda en un aliat dels soviètics. Unió. Amin, que havia servit amb els rifles africans del rei i havia participat en la repressió britànica de l'aixecament de Mau Mau abans de la independència d'Uganda, era conegut pels britànics com "intensament lleial a Gran Bretanya". Això el va convertir en una elecció òbvia com a successor d'Obote. Encara que alguns han afirmat que Amin s'estava preparant per al poder ja el 1966, el complot dels britànics i d'altres potències occidentals va començar de debò el 1969, després que Obote hagués començat el seu programa de nacionalització.
Durant el primer any de la seva presidència, Amin va rebre suport militar i financer clau del Regne Unit i Israel. El juliol de 1971 va visitar ambdós països i va demanar equipament militar avançat, però els estats es van negar a proporcionar maquinari tret que el govern ugandès ho pagués. Amin va decidir buscar suport estranger en altres llocs i el febrer de 1972 va visitar Líbia. Amin va denunciar el sionisme i, a canvi, el líder libi Moammar al-Gaddafi va prometre a Uganda un préstec immediat de 25 milions de dòlars, seguit de més préstecs del Banc de Desenvolupament Líbi-Ugandès. Durant els mesos següents, Amin va retirar successivament els assessors militars israelians del seu govern, va expulsar tots els altres tècnics israelians i finalment va trencar les relacions diplomàtiques. Gaddafi també va mitjançar una resolució a les tensions ugandeses i sudaneses de llarga durada, amb Amin que va acceptar deixar de donar suport als rebels Anya-Anya I al sud del Sudan i, en canvi, reclutar els antics guerrillers al seu exèrcit.
Després de l'expulsió dels asiàtics ugandesos el 1972, la majoria dels quals d'origen indi, l'Índia va trencar les relacions diplomàtiques amb Uganda. El mateix any, com a part de la seva "guerra econòmica", Amin va trencar les relacions diplomàtiques amb el Regne Unit i va nacionalitzar tots els negocis de propietat britànica. El Regne Unit i Israel van cessar tot comerç amb Uganda, però aquest buit comercial es va omplir ràpidament per Líbia, els Estats Units i la Unió Soviètica.
La Unió Soviètica es va interessar per Uganda com a contrapès estratègic a la influència xinesa percebuda a Tanzània i a la influència occidental a Kenya. Va enviar una missió militar a Uganda el novembre de 1973. Tot i que no podia subministrar el nivell financer disponible de les potències occidentals, la Unió Soviètica va optar per proporcionar a Amin maquinària militar a canvi del seu suport. La Unió Soviètica es va convertir ràpidament en el proveïdor d'armes més gran d'Amin, enviant tancs a Uganda, jets, artilleria, míssils i armes petites. El 1975, es va estimar que els soviètics havien proporcionat al govern d'Amin 12 milions de dòlars en assistència econòmica i 48 milions de dòlars en armes. Amin també va enviar diversos milers d'ugandesos als països del Bloc de l'Est per a entrenament militar, intel·ligència i tècnic, especialment Txecoslovàquia. Alemanya de l'Est estava implicada a la Unitat de Serveis Generals i a l'Oficina Estatal d'Investigació, les dues agències més conegudes pel terror. Més tard, durant la invasió ugandesa de Tanzània el 1979, Alemanya de l'Est va intentar eliminar proves de la seva implicació amb aquestes agències.

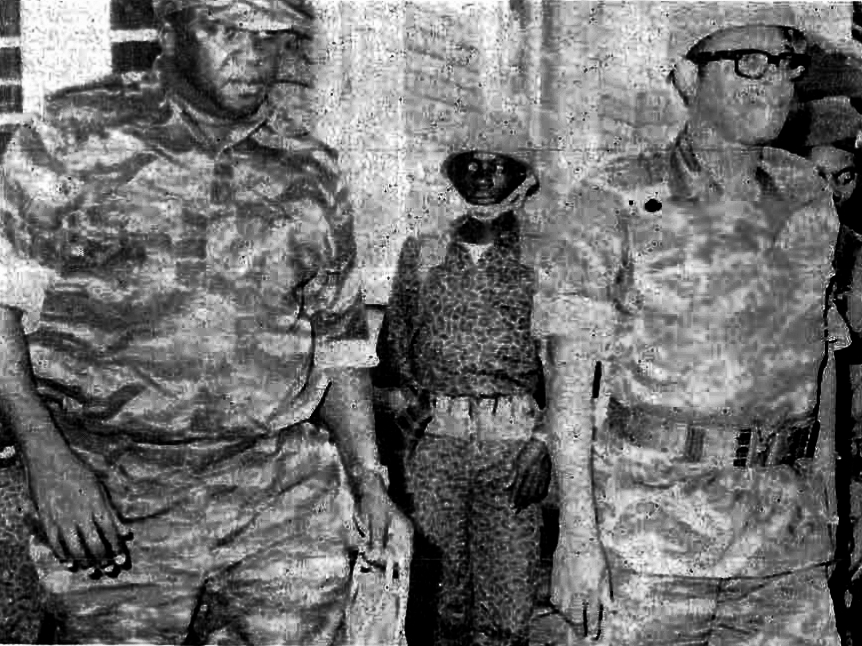
Idi Amin visita el dictador zairí Mobutu durant el conflicte de Shaba I el 1977

El juny de 1976, Amin va permetre que un avió de línia d'Air France de Tel-Aviv a París segrestat per dos membres del Front Popular per a l'Alliberament de Palestina - Operacions Externes (FPLP-EO) i dos membres de la revolució alemanya Zellen aterrar a l'aeroport d'Entebbe. Als segrestadors s'hi van unir tres més. Poc després, 156 ostatges no jueus que no tenien passaport israelià van ser alliberats i portats a un lloc segur, mentre que 83 jueus i ciutadans israelians, així com 20 més que es van negar a abandonar-los (entre els quals hi havia el capità i la tripulació de l'Air segrestat), van continuar sent ostatges. En l'operació de rescat israeliana posterior, amb el nom en clau Operació Thunderbolt (coneguda popularment com a Operació Entebbe), la nit del 3 al 4 de juliol de 1976, un grup de comandos israelians van volar des d'Israel i van prendre el control de l'aeroport d'Entebbe, alliberant gairebé tots els ostatges. Durant l'operació van morir tres ostatges i 10 van resultar ferits; Van morir 7 segrestadors, uns 45 soldats ugandesos i un soldat israelià, Yonatan Netanyahu (el comandant de la unitat). Una quarta ostatge, Dora Bloch, de 75 anys, una anciana jueva anglesa que havia estat traslladada a l'hospital Mulago de Kampala abans de l'operació de rescat, va ser assassinada posteriorment com a represàlia. L'incident va agreujar encara més les relacions internacionals d'Uganda, fet que va portar el Regne Unit a tancar el seu Alt Comissió a Uganda. Com a represàlia per l'assistència de Kenya en l'atac, Amin també va ordenar la mort de centenars de kenyans que vivien a Uganda.
Uganda sota la direcció d'Amin es va embarcar en una gran formació militar, que va generar preocupacions a Kenya. A principis de juny de 1975, els funcionaris kenyans van confiscar un gran comboi d'armes de fabricació soviètica en ruta cap a Uganda al port de Mombasa. La tensió entre Uganda i Kenya va assolir el seu clímax el febrer de 1976, quan Amin va anunciar que investigaria la possibilitat que parts del sud del Sudan i l'oest i el centre de Kenya, fins a 32 km de Nairobi, històricament van formar part de la Uganda colonial. El govern de Kenya va respondre amb una declaració severa que Kenya no es separaria de "una polzada de territori". Amin va fer marxa enrere després que l'exèrcit kenyà desplegava tropes i vehicles blindats de transport de personal al llarg de la frontera entre Kenya i Uganda. Les relacions d'Amin amb Ruanda eren tenses, i durant el seu mandat va posar en perill repetidament la seva economia negant el trànsit dels seus vehicles comercials a Mombasa i va fer múltiples amenaces de bombardejar Kigali.

## Exili
El gener de 1977 Amin va nomenar al general Mustafa Adrisi vicepresident d'Uganda. Aquell any, es va desenvolupar una escissió a l'exèrcit d'Uganda entre els partidaris d'Amin i els soldats lleials a Adrisi, que tenien un poder important al govern i volien purgar els estrangers, especialment els sudanesos, de l'exèrcit. La creixent insatisfacció a l'exèrcit d'Uganda es va reflectir en freqüents intents de cop d'estat; Amin va ser fins i tot ferit durant un d'ells, concretament l'operació Mafuta Mingi el juny de 1977. El 1978, el nombre de partidaris i col·laboradors propers d'Amin s'havia reduït significativament, i es va enfrontar a una creixent dissidència de la població dins. Uganda, ja que l'economia i la infraestructura es van col·lapsar com a resultat dels anys d'abandonament i abusos. Després dels assassinats del bisbe Luwum i dels ministres Oryema i Oboth Ofumbi el 1977, diversos ministres d'Amin van desertar o van fugir a l'exili. A principis de 1978, Adrisi va resultar greument ferit en un accident de cotxe i es va traslladar al Caire per rebre tractament. Mentre era allà, Amin el va despullar dels seus càrrecs com a ministre de Defensa i ministre de l'Interior i el va denunciar per haver alliberat alts funcionaris de la presó sense que ell ho sabés. Aleshores, Amin va procedir a depurar diversos alts funcionaris del seu govern i va prendre el control personal de diverses carteres ministerials. La sacsejada va provocar malestar polític i va enfadar especialment els seguidors d'Adrisi, que creien que l'accident de cotxe era un intent d'assassinat fallit.
El novembre de 1978, les tropes lleials a Adrisi es van amotinar. Amin va enviar tropes contra els amotinats, alguns dels quals havien fugit a través de la frontera amb Tanzània. Consegüentment, van esclatar lluites al llarg de la frontera entre Uganda i Tanzània, i l'exèrcit d'Uganda va llançar una invasió del territori tanzà en circumstàncies poc clares. Segons diversos experts i polítics, Amin va ordenar directament la invasió en un intent de distreure l'exèrcit i el públic ugandès de la crisi a casa seva. Altres relats suggereixen, però, que Amin havia perdut el control de parts de l'exèrcit d'Uganda. En conseqüència, les tropes invasores van actuar sense les seves ordres, i Amin va sancionar la invasió post facto per salvar la cara. En qualsevol cas, Amin va acusar el president de Tanzània Julius Nyerere d'iniciar la guerra contra Uganda després que les hostilitats haguessin esclatat, i va proclamar l'annexió d'una secció de Kagera quan la invasió ugandesa inicialment va tenir èxit. Tanmateix, quan Tanzània va començar a preparar una contraofensiva, Amin es va adonar de la seva precària situació i va intentar desactivar el conflicte sense perdre la cara. El president d'Uganda va suggerir públicament que ell i Nyerere participessin en un combat de boxa que, en lloc d'una acció militar, determinaria el resultat del conflicte.. Nyerere va ignorar el missatge.
El gener de 1979, Nyerere va mobilitzar la Força de Defensa del Poble de Tanzània i va contraatacar, juntament amb diversos grups d'exiliats ugandesos que s'havien unit com a Exèrcit d'Alliberament Nacional d'Uganda (UNLA). L'exèrcit d'Amin es va retirar, malgrat l'ajuda militar de Muammar Gaddafi de Líbia i l'Organització per l'Alliberament de Palestina (OLP). El president va fer diversos viatges a l'estranger a altres països com l'Aràbia Saudita i l'Iraq durant la guerra, intentant obtenir més suport estranger. Va fer poques aparicions públiques en els últims mesos del seu govern, però va parlar amb freqüència a la ràdio i la televisió. Després d'una gran derrota a la batalla de Lukaya, parts del comandament de l'exèrcit d'Uganda van instar a Amin a renunciar. Es va negar amb ràbia, i va declarar: "Si no vols lluitar, ho faré jo mateix". En conseqüència, va acomiadar el cap d'estat major Yusuf Gowon. No obstant això, Amin es va veure obligat a fugir de la capital d'Uganda en helicòpter l'11 d'abril de 1979, quan Kampala va ser capturada. Després d'un intent de curta durada de reunir algunes restes de l'exèrcit d'Uganda a l'est d'Uganda

## Anàlisi política
El govern d'Amin es va caracteritzar per abusos desenfrenats dels drets humans, inclosa la repressió política, la persecució ètnica i els assassinats extrajudicials, així com el nepotisme, la corrupció i la mala gestió econòmica. Observadors internacionals i grups de drets humans calculen que entre 100.000 i 500.000 persones van ser assassinades sota el seu règim.